# Tatana Sterba
Tatana Sterba, znana też jako DJ Tatana (ur. 7 października 1976 w Uherské Hradiště jako Taťána Štěrbová) – szwajcarska DJ-ka i producentka muzyczna tworząca muzykę vocal trance.
W 1997 roku wypuściła pierwszą własną produkcję w Liquid Records / Frankfurt razem z gwiazdą niemieckiej sceny techno Torsten Stenzl (taucher, DJ Sakin & Friends). W sierpniu 1998 zagrała set podczas Street Parade oraz Energy'98 – największych wydarzeniach tego typu w Szwajcarii. Jej następna produkcja Tatana – The second Chapter E.P ukazała się niecały miesiąc później a po niej została wydana jej pierwsza kompilacja Tatana The Mix Vol. 1. w 1999 razem z dj Energy stworzyła singiel End of time, w kwietniu tego roku poproszono ją także o zmiksowanie CD na imprezie Goliath a już parę miesięcy później oficjalnego CD na Street Parade w Zurychu. W 2000 roku jej mix 24 karat dotarł na 9 miejsce najlepiej sprzedających się płyt w Szwajcarii.
Jej najbardziej znane utwory to: Maybe, Saltwater, Silence, Runaway, End of time, If I could.